# Mastihari
Mastihari (en griego: Μαστιχάρι) es una pequeña ciudad griega en la isla de Cos, situada junto al Mar Egeo.

## Geografía
Mastihari fue fundada después del severo terremoto del 23 de abril de 1933 por algunas familias de Antimaquia que se trasladaron aquí a la costa norte de la isla. El terremoto también causó graves daños en Antimaquia.
Mastihari se encuentra a unos 22 kilómetros por carretera al oeste de la ciudad de Cos, entre 0 y 12 m s. n. m. Mastihari está a seis kilómetros de la carretera principal de la isla entre Cos y Kéfalos. Hasta el aeropuerto de Cos, cerca de Antimaquia, hay unos cinco kilómetros en línea recta. Al sur el siguiente pueblo es Antimaquia. En el este la ciudad más cercana es Pyli, en el noreste Marmari, Linopotis, Tigaki y Zipari. Al norte, a unos diez kilómetros al otro lado del mar, se encuentra la isla de Pserimos y la isla deshabitada de Platy, junto a ella la cuarta isla más grande del Dodecaneso, Kálimnos.
Mastihari está conectado por rutas de autobús con Cos y Kéfalos y las ciudades intermedias. Las islas de Kálimnos y Pserimos son comunicadas desde el puerto de Mastihari.

## Demografía
Desde la anexión del Dodecaneso a Grecia en 1948, la ciudad costera de Mastihari fue inicialmente parte del municipio rural de Antimaquia (Κοινότητα Αντιμαχείας). Con la reforma regional en 1997 pasó al distrito de Antimaquia dentro del municipio de Iraklides y desde la implementación de la reforma administrativa en 2010 (Plan Calícrates) al distrito municipal de Antimaquia.
Evolución demográfica de Mastihari:
| Año        | 1947 | 1951 | 1961 | 1971 | 1981 | 1991 | 2001 | 2011 |
| ---------- | ---- | ---- | ---- | ---- | ---- | ---- | ---- | ---- |
| mastichari | 138  | 142  | 181  | 164  | 216  | 303  | 368  | 470  |

En las últimas décadas, Mastihari ha pasado de ser un pueblo de eminentemente agrícola o pesquero a un puerto de importancia regional además de centro turístico.
La empresa eléctrica estatal griega DEI (ΔΕΗ) explota desde 1994 una central eléctrica de petróleo de 100 MW cerca de Mastihari, que abastece a las islas de Cos, Tilos, Nísiros, Kálimnos y Pserimos.

## Patrimonio
- Muy cerca del mar se encuentran las ruinas de una basílica paleocristiana con un suelo de mosaico que merece la pena ver.